# Schiedeella
Schiedeella es un género de orquídeas . Tiene 23 especies. Se distribuyen desde Arizona al sudoeste de Texas, al Caribe y Centroamérica.

## Taxonomía
El género fue descrito por Rudolf Schlechter  y publicado en Beihefte zum Botanischen Centralblatt. Zweite Abteilung, Systematik, Pflanzengeographie, angewandte Botanik 37(2, Heft 3): 379–380. 1920.
Etimología
Schiedeella: nombre genérico dado en honor al botánico alemán Christian Julius Schiede, quien realizó colectas de varias de las especies del grupo.

## Especies deSchiedeella
A continuación se brinda un listado de las especies del género Schiedeella aceptadas hasta mayo de 2011, ordenadas alfabéticamente. Para cada una se indica el nombre binomial seguido del autor, abreviado según las convenciones y usos y la publicación válida.
- Anexo:Especies de Schiedeella